# إسرائيل بن يونس
إسرائيل بن يونس (100 هـ - 162 هـ) تابعي كوفي، وأحد رواة الحديث النبوي، وهو حفيد المحدّث أبو إسحاق السبيعي وابن المحدث يونس بن أبي إسحاق وشقيق المحدث عيسى بن يونس.

## سيرته
ولد إسرائيل بن يونس سنة 100 هـ، وهو حفيد المحدّث أبو إسحاق السبيعي وابن المحدث يونس بن أبي إسحاق وشقيق المحدث عيسى بن يونس. لزم إسرائيل جده في صغره، وسمع منه، فقد قال أخوه الأصغر عيسى بن يونس: «كان أصحابنا سفيان وشريك . . . وعدّ قومًا، إذا اختلفوا في حديث أبي إسحاق، يجيئون إلى أبي، فيقول: اذهبوا إلى ابني إسرائيل، فهو أروى عنه مني، وأتقن لها مني، وهو كان قائد جده». سمع إسرائيل من كثيرين غير جده، وروى عنه، كما سمع منه الكثيرون ممن عدّهم كتب علم الرجال.
توفي إسرائيل بن يونس سنة 162 هـ في الكوفة، وقيل سنة 160 هـ، وقيل سنة 161 هـ.

## روايته للحديث النبوي
- روى عن: جده أبي إسحاق السبيعي وزياد بن علاقة وآدم بن علي وأبي يحيى آدم بن سليمان وإسماعيل بن عبد الرحمن السدي وعاصم بن بهدلة وعبد الكريم بن مالك الجزري وإبراهيم بن عبد الأعلى وعبد الأعلى بن عامر الثعلبي وأشعث بن أبي الشعثاء وثوير بن أبي فاختة وسعد أبي مجاهد الطائي وسعيد بن مسروق الثوري وسماك بن حرب وعامر بن شقيق بن جمرة الأسدي وعبد العزيز بن رفيع وأبي حصين عثمان بن عاصم الأسدي ومخارق الأحمسي ومنصور بن المعتمر[3] وإبراهيم بن مهاجر وإسماعيل بن سلمان الأزرق وإسماعيل بن سميع وجابر بن يزيد الجعفي وحجاج بن دينار وحماد بن عبد الرحمن الأنصاري والركين بن الربيع بن عميلة الفزاري وزيد بن جبير وزيد بن عطاء بن السائب وسليمان بن مهران الأعمش وشبيب بن بشر البجلي وأبي عامر صالح بن رستم الخزاز وأبي سنان ضرار بن مرة الشيباني وطارق بن عبد الرحمن البجلي وعاصم الأحول وعباد بن منصور وعبد الله بن شريك وعبد الله بن عصم أبي علوان الحنفي وعبد الله بن المختار البصري وعبد الرحمن بن أبي بكر بن أبي مليكة المليكي وعبد الملك بن عمير وعثمان بن عبد الله بن موهب وعثمان بن أبي زرعة وعثمان الشحام وعلى بن بذيمة وعلي بن سالم بن ثوبان وعمار الدهني وعمرو بن خالد الواسطي وعيسى بن أبي عزة وفرات القزاز وقرظة ومجزأة بن زاهر الأسلمي ومحمد بن جحادة ومسلم البطين ومعاوية بن إسحاق بن طلحة بن عبيد الله التيمى ومغيرة بن مقسم الضبي والمقدام بن شريح بن هاني وموسى بن أبي عائشة وميسرة بن حبيب وهشام بن عروة وهلال الوزان والوليد بن العيزار وابن عمه يوسف بن إسحاق بن أبي إسحاق السبيعي ويوسف بن أبي بردة بن أبي موسى الأشعري وأبي الجويرية الجرمي وأبي حومل العامري وأبي العنبس الكوفي الأصغر وأبي يحيى القتات وأبي يعفور العبدي.[2]
- روى عنه: أخوه عيسى بن يونس وحجاج بن محمد الأعور وأحمد بن خالد الوهبي وآدم بن أبي إياس وعبد الرزاق بن همام ومحمد بن سابق البغدادي وشبابة بن سوار وإسحاق بن منصور السلولي وأحمد بن يونس وحسين بن محمد المروذي وعبد الله بن رجاء الغداني وأبو نعيم الفضل بن دكين ومحمد بن كثير العبدي وأبو غسان مالك بن إسماعيل النهدي ومحمد بن يوسف الفريابي وأبو سلمة التبوذكي ويحيى بن أبي بكير ووكيع بن الجراح ويحيى بن آدم وعلي بن الجعد ومعاوية بن عمرو الأزدي وأبو الوليد الطيالسي[3] وأسد بن موسى وإسماعيل بن جعفر المدني والأسود بن عامر شاذان وحماد بن واقد وخالد بن عبد الرحمن الخراساني وخالد بن يزيد الكاهلي وخلف بن تميم وزافر بن سليمان وأبو قتيبة سلم بن قتيبة البصري وشعيب بن حرب وعبد الله بن صالح العجلي وأبو بحر عبد الرحمن بن عثمان البكراوي وعبد الرحمن بن مصعب القطان وعبد الرحمن بن مهدي وعبد العزيز بن أبي رزمة وأبو عامر العقدي وأبو عبيدة عبد الواحد بن واصل الحداد وعبد الوهاب بن عطاء وأبو علي عبيد الله بن عبد المجيد الحنفي وعبيد الله بن موسى وعثمان بن عمر بن فارس وعمرو بن محمد العنقزي وابن أخيه غصن بن حماد والقاسم بن يزيد الجرمي وقبيصة بن عقبة وأبو أحمد الزبيري وأبو همام محمد بن محبب الدلال ومخلد بن يزيد الحراني ومصعب بن المقدام والمعافى بن عمران والنضر بن شميل ويحيى بن زكريا بن أبي زائدة ويزيد بن زريع.[2]

## منزلته عند أهل الحديث
تباينت آراء أهل الحديث في منزلة إسرائيل بن يونس، فقد أثنى عليه أخوه عيسى بن يونس فقال: «قال لي إسرائيل: كنت أحفظ حديث أبي إسحاق، كما أحفظ السورة من القرآن»، وقال عبد الرحمن بن مهدي: «إسرائيل في أبي إسحاق، أثبت من شعبة والثوري». وحين سُئل أبا نعيم عن: «أيهما أثبت: إسرائيل أو أبو عوانة؟»، قال: «إسرائيل». وقد وثّقه يحيى بن معين والعجلي، وقال أبو حاتم الرازي: «ثقة صدوق، من أتقن أصحاب أبي إسحاق»، وقال النسائي: «ليس به بأس»، وقال أبو داود: «إسرائيل أصح حديثًا من شريك».
بينما ضعّفه علي بن المديني وأبو محمد بن حزم، واختلف فيه آخرون كأحمد بن حنبل الذي روى حرب بن إسماعيل الكرماني أنه سمع أحمد يقول عن إسرائيل: «كان شيخًا ثقة، وجعل يعجب من حفظه»، بينما قال صالح بن أحمد أنه سمع أبيه يقول: «إسرائيل عن أبي إسحاق فيه لين، سمع منه بآخره». كما قال يعقوب بن شيبة مرة أنه: «ثقة صدوق، وليس بالقوي قي الحديث، ولا بالساقط»، وقال أخرى: «صالح الحديث، في حديثه لين». ورُوي أن يحيى بن سعيد القطان قال: «إسرائيل فوق أبي بكر بن عياش»، إلا أن يحيى بن معين، قال: «كان القطان لا يحدث عن إسرائيل، ولا عن شريك». كما قال ابن سعد: «كان ثقة حدث عنه الناس حديثًا كثيرًا، ومنهم من يستضعفه». وأيًّا كان نقدهم، فقد روى له الجماعة أحاديثًا في كتبهم.